# 막관통 단백질
막관통 단백질(영어: transmembrane protein)은 세포막이나 세포소기관의 지질막을 관통해서 존재하는 막 단백질이다. 유전체의 상당부분을 차지하고 있다. 지질막을 관통하는 부분은 대부분 알파 나선의 구조를 가지며 베타 면의 구조를 갖는 것도 일부 존재한다. 베타면의 구조를 갖는 경우, 베타 배럴(Beta barrel)의 구조를 갖게 된다. 지질막을 관통하는 알파 나선은 22개 정도의 아미노산으로 이루어져 있는데 대부분 소수성 아미노산으로 구성돼 있다. 컴퓨터 알고리즘으로 비교적 정확하게 막관통 부분을 예측할 수 있다. 막관통 나선은 하나일 수도 있고 여러 개일 수도 있다. 막관통 단백질은 계면활성제, 비극성 용매 등을 사용하여야 막으로부터 분리해 낼 수 있다.

## 같이 보기
- 막 단백질